# Tyfallsjön
Tyfallsjön är en sjö i Bjurholms kommun i Ångermanland och ingår i Gideälvens huvudavrinningsområde. Sjön har en area på 0,206 kvadratkilometer och ligger 251 meter över havet.

## Delavrinningsområde
Tyfallsjön ingår i det delavrinningsområde (709013-163057) som SMHI kallar för Ovan 708801-163187. Medelhöjden är 271 meter över havet och ytan är 7,23 kvadratkilometer. Räknas de 141 avrinningsområdena uppströms in blir den ackumulerade arean 1 566,92 kvadratkilometer. Avrinningsområdets utflöde Gideälven mynnar i havet. Avrinningsområdet består mestadels av skog (82 procent). Avrinningsområdet har 0,48 kvadratkilometer vattenytor vilket ger det en sjöprocent på 6,6 procent.